# Wolfskuil (verdedigingswerk)

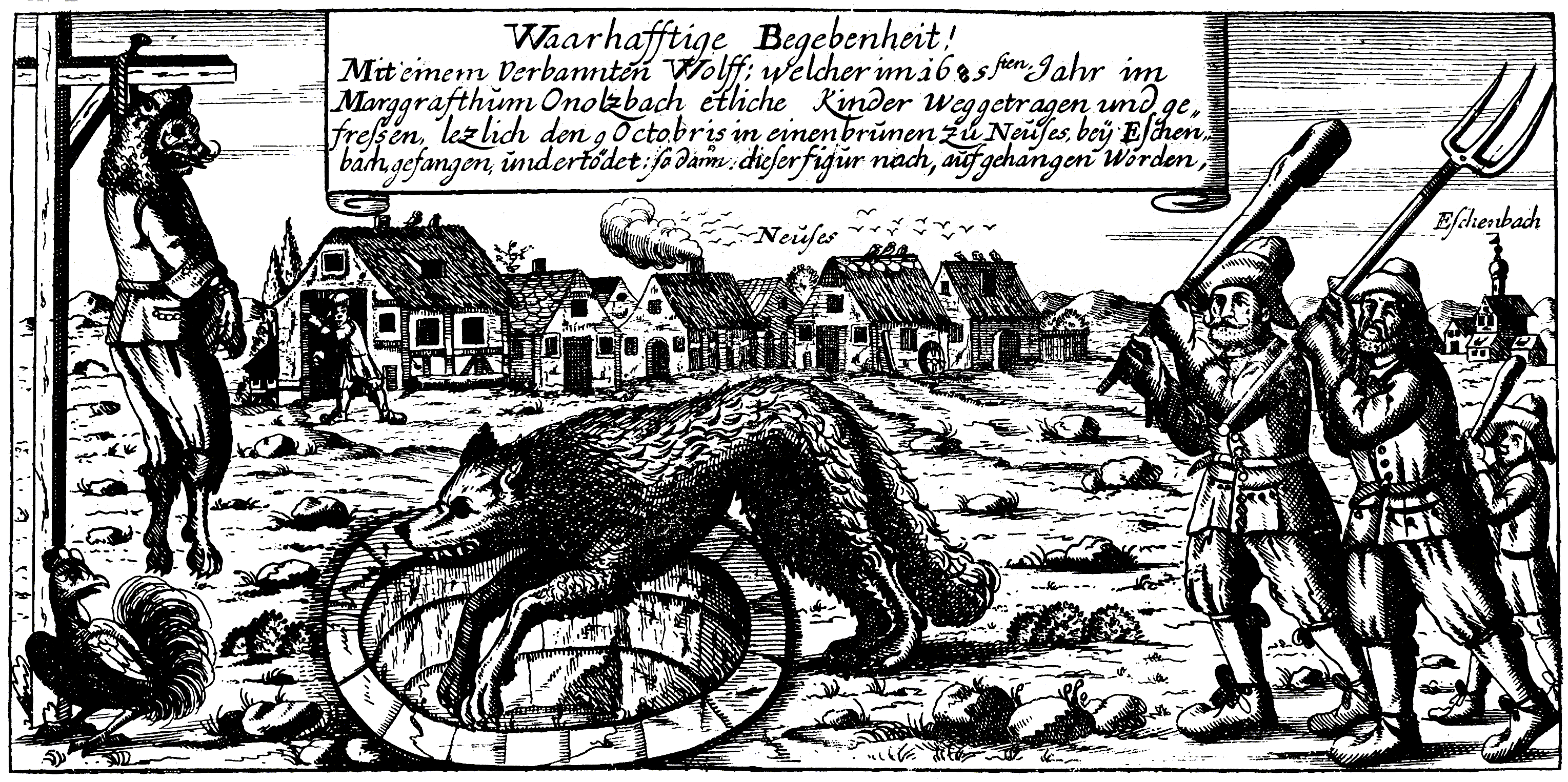
Het vangen van een wolf door middel van een wolfskuil

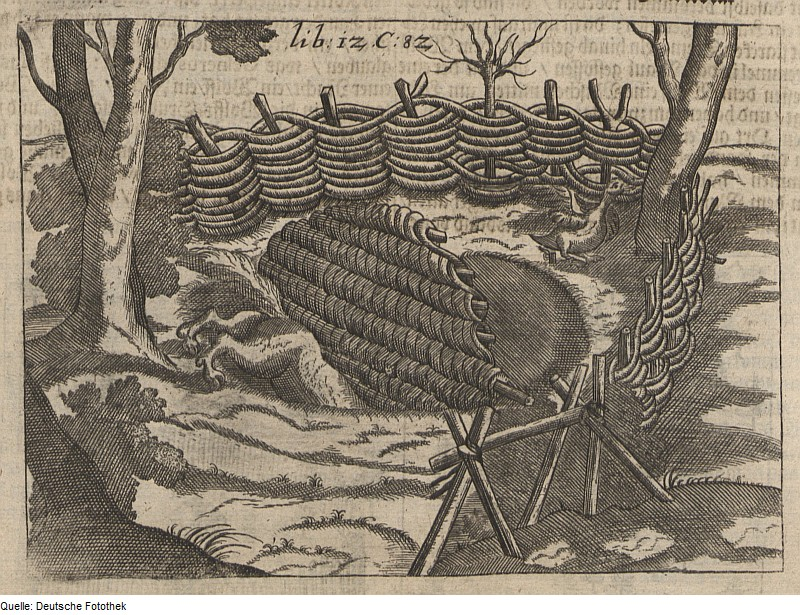
Afbeelding uit 1695

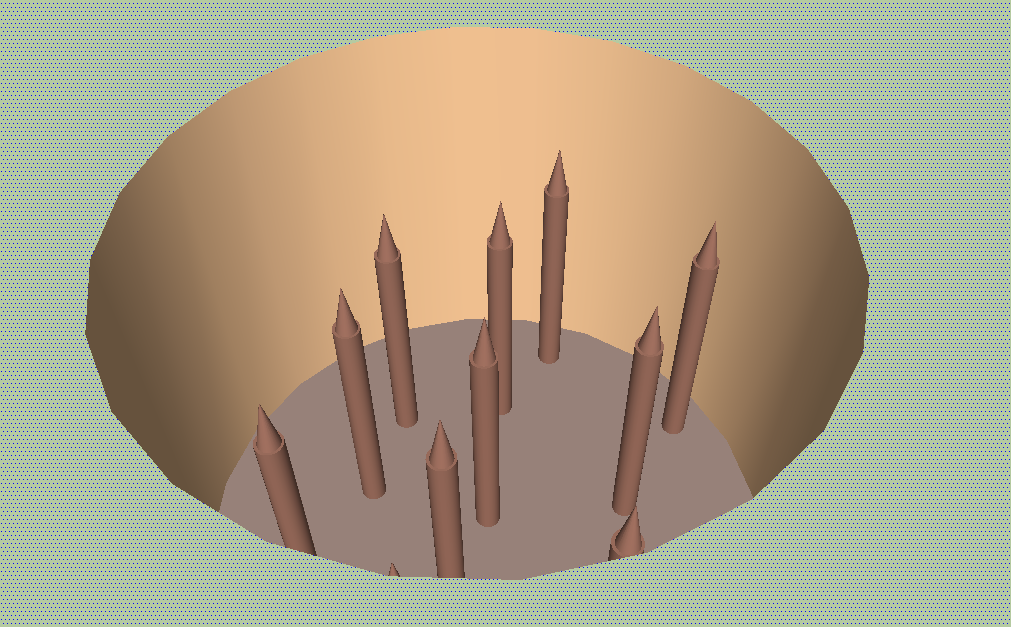
Gebruik als verdedigingswerk

Een wolfskuil is een drie tot vier meter diepe valkuil soms voorzien van een stenen wand met als doel wolven te vangen. Tijdens de Tachtigjarige Oorlog werden wolfskuilen ook aangelegd als defensief middel ter bescherming van verdedigingswerken in het open veld. De kuilen vormden een gedegen hindernis tegen aanstormende vijandelijke troepen.

## Gebruik
In de kuil werd een levend dier zoals een schaap, varken of gans aan een paal bevestigd. De kuil werd daarna met stro afgedekt. Door het geluid van het dier werd de wolf in de val gelokt. In de hoeken van de kuil waren stenen platen aangebracht waardoor de wolf niet meer uit de kuil klimmen kon. 

## Tachtigjarige Oorlog
Ten tijde van de Tachtigjarige Oorlog werden wolfskuilen ingezet als hindernismiddel waarbij in de put of kuil een of meerdere puntige palen werden aangebracht. Rondom vestingwerken werden dan groepen wolfskuilen rondom de buitenwerken aangebracht. 

## Afbeeldingen

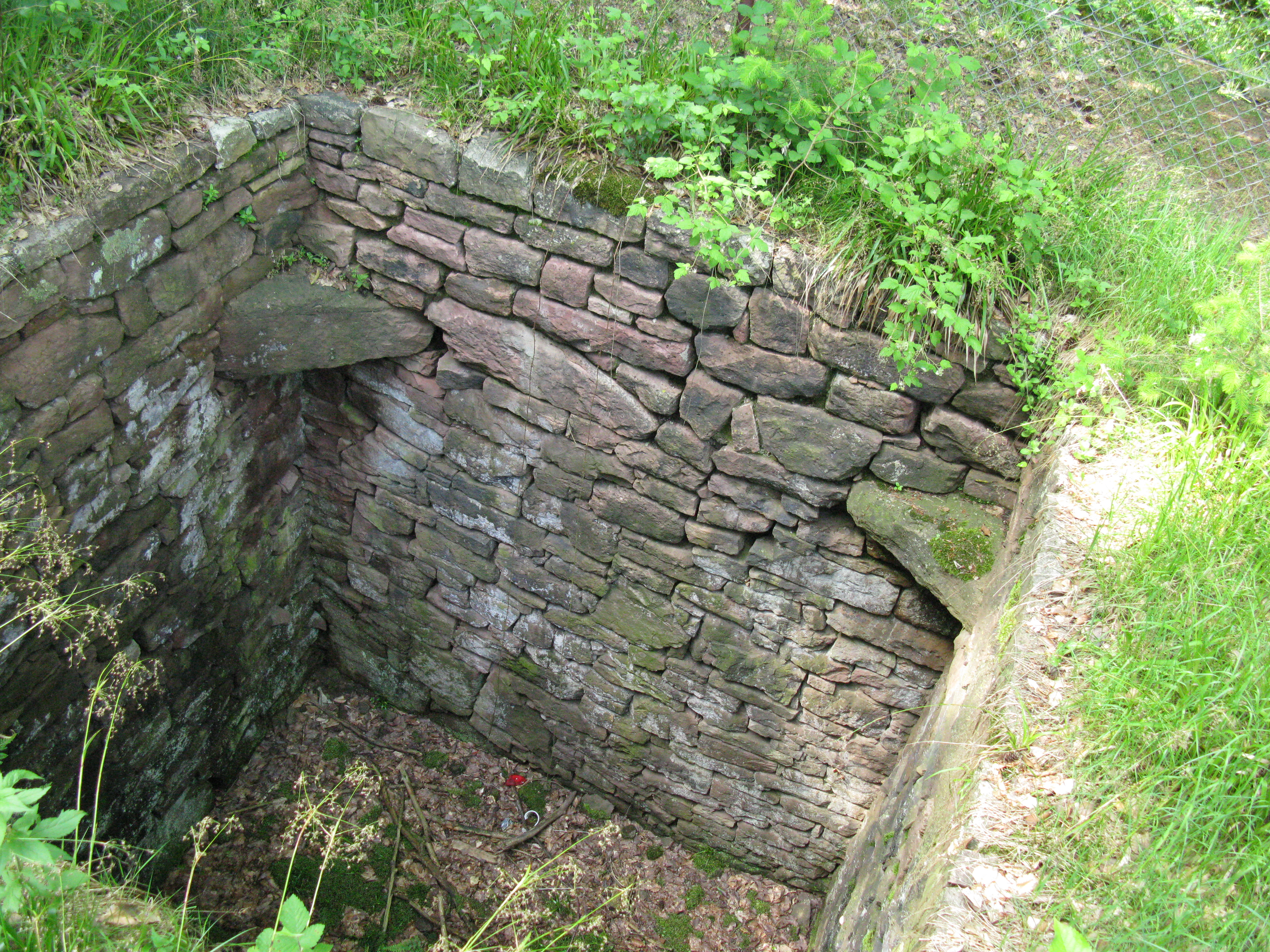
Wolfskuil bij Hohenwart
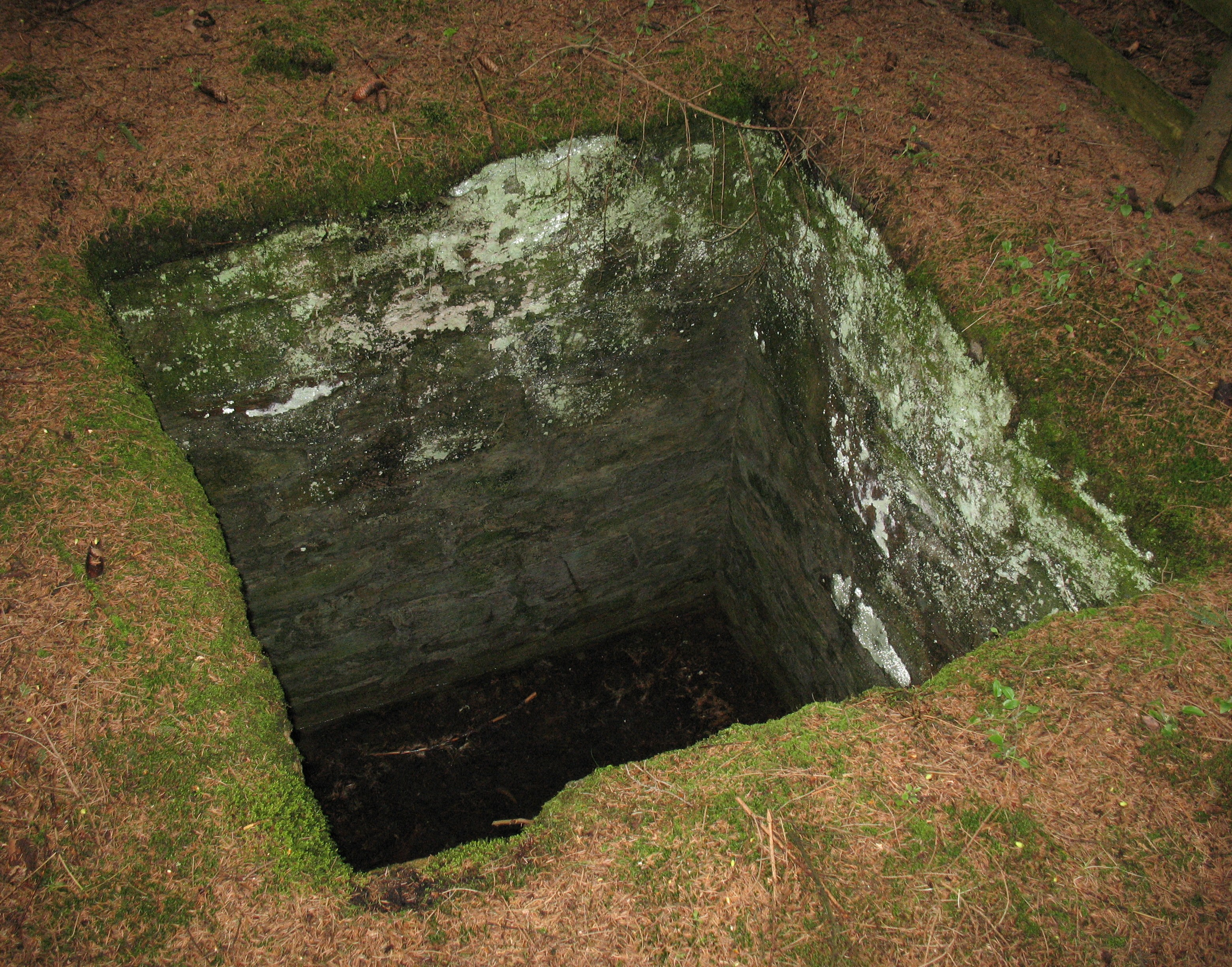
Wolfskuil bij Sehmatal